# Stazione di Assen
Assen, è una stazione ferroviaria passante di superficie sulla linea ferroviaria Meppel-Groninga nella città di Assen, Paesi Bassi.